# ماركوس أنطونيو بيريرا
ماركوس أنطونيو بيريرا (بالبرتغالية: Marcos Antônio Pereira‏) (2 أبريل 1975 في البرازيل - ) هو لاعب كرة قدم برازيلي في مركز الهجوم. لعب مع كيه في ميخيلين وIndependente Futebol Clube ‏.

## وصلات خارجية
- ماركوس أنطونيو بيريرا على موقع قاعدة بيانات كرة القدم.إي يو (الإنجليزية)
- ماركوس أنطونيو بيريرا على موقع Soccerway.com (الإنجليزية)